# Jacques Morin (militaire)
Pour les articles homonymes, voir Morin.
Ne doit pas être confondu avec Jacques Morin.
Jacques Morin est né le 7 novembre 1924 à Moulins (Allier) et mort le 18 mai 1995 à l'Hôpital des Armées du Val de Grâce à Paris, il est un ancien résistant et un ancien officier d'active de l'armée française, décoré des plus hautes distinctions militaires avec seize citations.
Il fut le « père fondateur » des unités parachutistes de la Légion étrangère. Le putsch des généraux à Alger en 1961, qui était mené par le 1 er régiment étranger de parachutistes (REP), a infléchi sa carrière, l’amenant à démissionner en 1968. Mais il a suffisamment marqué la Légion étrangère pour que celle-ci, presque trente ans plus tard, célèbre ses obsèques avec des honneurs particuliers. La promotion 1994 - 1997 de l'École spéciale militaire de Saint-Cyr porte son nom.
Il s'est alors converti à la vie civile puis est entré à la Direction générale du groupe Thomson. Il a pris sa retraite à 65 ans.

## Biographie

### Résistance et déportation
Ses études à Moulins le menèrent en classe préparatoire à Sainte Geneviève au début de la guerre 39/45 où il a croisé pour la première fois Hélie de Saint Marc. Il a réussi le concours de l’École spéciale militaire de Saint-Cyr, premier de la zone Sud, y effectuant en 1942 sa scolarité dans la promotion « Croix de Provence » à Aix-en-Provence. À la suite de l'invasion allemande de la zone libre, l'école est fermée et les élèves mis en congé. Il s'inscrit alors à l'université.
Après diverses tentatives infructueuses pour rejoindre l'armée d'Afrique, il a rejoint la résistance dans les maquis de la Drome puis avec l'Organisation de résistance de l'Armée (ORA). À la suite d'une trahison, il est arrêté par la Gestapo lors d'une liaison à Paris le 7 juin 1944 au lendemain du débarquement allié en Normandie, déporté au camp de concentration nazi de Buchenwald, où il retrouve son ancien condisciple de « corniche » : Hélie de St Marc; il fut affecté au travail forcé d'un camp satellite au Kommando Laura en Bavière. Après avoir rejoint Allach près de Dachau, le kommando est délivré par l'avance américaine le 30 avril 1945. Il s'en évade grâce à l'aide de marins français dans un total épuisement physique du camp gardé par les Américains qui craignaient le typhus.
Nommé sous-lieutenant rétroactivement au 1er octobre 1943 puis lieutenant le 25 novembre 1944, après un passage à l’École Militaire Inter Armes de Coëtquidan en 1946, il est breveté parachutiste à Pau en 1947 et choisi la Légion étrangère.

### La guerre d'Indochine
Après un séjour au camp de la Légion à Sidi bel-Abbes, il débarque à Saïgon le 7 décembre 1947 pour servir au  3e régiment étranger d'infanterie (REI) et commande un poste dans la brousse près de la route coloniale 4 (RC4). Il est alors chargé de créer puis de commander la compagnie parachutiste du régiment,. En juin 1949 cette compagnie a été fondue dans le 1er bataillon étranger de parachutistes (BEP) où il devient adjoint au commandant et officier de renseignement. Au cours de cette campagne, il a été blessé par balle et fait l'objet de 4 citations.
Promu capitaine le 1er juillet 1950, il est affecté au 3e BEP à Setif en octobre 1950 et débarque de nouveau à Saïgon le 13 mars 1951. Il rejoint alors le 1er BEP dont les effectifs avait été annihilés. Cité de nouveau lors de cette campagne, il reçoit la croix de guerre T.O.E et est nommé chevalier de la Légion d'honneur.
Après une affectation au 18e RIPC à Pau, il rejoint comme instructeur à l'Ecole d'application de l'infanterie à Saint-Maixent le 15 septembre 1954 puis de nouveau le 1er août 1956 le 1er REP à Zeralda comme officier d'état-major et est promu officier de la Légion d'honneur.

### Crise du canal de Suez
En 1956, il participe avec le 1er REP à l'expédition de Suez.

### Guerre d'Algérie et conséquences
Promu Chef de Bataillon (Commandant) le 31 mars 1958. Il prend le commandement par intérim du 1er REP après la mort au combat du Colonel Jeanpierre le 5 juillet 1958. Au cours de cette campagne, il reçoit plus de 5 citations. Il est alors promu commandeur de la Légion d'Honneur.
En septembre 1959, il prend le commandement du 2e bataillon de l'EOA à l'ESMIA de Coetquidan puis est affecté comme chef d'état-major à la 10e DP.
Par suite d'un désaccord avec le général Saint-Hillier, il est muté en métropole à l'inspection des troupes aéroportées le 16 avril 1961, mutation qui, probablement, lui évitera de participer au putsch d'Alger.
Son amitié avec Hélie de Saint Marc, à la tête du 1er REP lors du putsch, l'amena à témoigner en sa faveur devant Tribunal Spécial Militaire, malgré les pressions de l'Armée qui lui proposa une nomination immédiate au grade de Lieutenant Colonel et le commandement du régiment de son choix s'il n'intervenait pas. Cette déposition lui a valu d'être suspecté d'être membre actif de l'O.A.S. D'où des sanctions et mesures à son encontre :  d'abord le Ministère des Armées le mit en congés renouvelés ; ensuite une enquête fut menée sur lui ; par décret du 20 juillet 1963, il est mis en non-activité par retrait d'emploi, mais dans cette position il demeure soumis à l'autorité militaire et aux règles de discipline imposées aux officiers.
Jacques Morin n'accepta pas les mesures prises à son encontre, qui lui paraissaient un déni de justice et porter atteinte à son honneur. Il introduisit donc une requête en Conseil d'Etat, qui lui donna gain de cause. Il a donc été réintégré dans les cadres de l'Armée mais mis sur une voie de garage jusqu'il fasse valoir ses droits à la retraite le 21 mars 1968.
Les documents relatifs à sa carrière ont été déposés aux Archives de l'Armée au château de Vincennes.
Jacques Morin a fondé et présidé l'Amicale des légionnaires parachutistes .

### L'homme
Son ami Hélie de Saint Marc en donne la description suivante : 

« Grand, avec une carrure de nageur de fond, Jacques Morin frappe tous ses interlocuteurs
par sa voix douce, un peu traînante, et son esprit d'une clarté et d'une finesse exceptionnelles... Le visage rond, les yeux clairs et attentifs, Morin tranche dans le monde parachutiste par sa réserve. L'idée de jouer un personnage ne lui a jamais traversé l'esprit. Cet intellectuel qui adore la lecture ne cherche jamais à éblouir ou à paraître. Quel ressort le pousse à s'engager ainsi, à accumuler les séjours en Indochine et les combats ? Au nom de quoi, de quelle fidélité personnelle ? Nul ne le sait. Morin garde pour lui son mystère, cadenassé, auquel ses pairs n'auront jamais accès. »

— Hélie de Saint Marc

## Décorations
- Grand officier de la Légion d'honneur, en date du 30 avril 1983 ;
- Croix de guerre 1939–1945 avec palme, 1 citation ;
- Croix de guerre des Théâtres d'opérations extérieurs ;
- Croix de la Valeur militaire ;
- Médaille de la Résistance françaiseMédaille de la Résistance (JO 17 octobre 1945) ;
- Médaille coloniale avec agrafe E.O. ;
- Médaille commémorative de la campagne d'Indochine ;
- Médaille commémorative des opérations de sécurité et de maintien de l'ordre agrafe Algérie ;
- Médaille commémorative française des opérations du Moyen-Orient ;
- Croix du combattant volontaire de la Résistance, carte no 121.181 du 9 avril 1959.

## Reconnaissance
Il est reconnu Déporté Résistant (carte no 1009 - 30195 du 8 février 1957).
En 1983, il est élevé à la dignité de Grand Officier de la Légion d'honneur et la Légion Etrangère l'honore comme maitre de cérémonie lors du 120e anniversaire de Camerone.
Ses obsèques, le 31 mai 1995, ont donné lieu à une cérémonie organisée par l'armée à Saint Louis des Invalides :  éloge funèbre par son camarade Hélie de St Marc prononcé en présence de nombreux généraux et honneurs rendus par un détachement du 2e REP (Régiment étranger de parachutistes) venu spécialement de Calvi qui ont donné lieu à un reportage au 13 h de TF1. Son corps sera transféré plus tard à l'Institution des Invalides de la Légion Etrangère à Puyloubier.
La promotion 1996 de l'Ecole Spéciale Militaire de Saint Cyr Coëtquidan porte son nom ,.
A Moulins, une rue porte son nom et une stèle inaugurée en 2017,, y commémore sa mémoire.